# Physica (Zeitschrift)
Physica ist eine 1934 gegründete niederländische Physikzeitschrift (mit Peer-Review). Sie erscheint bei Elsevier, bis 2007 in Utrecht und danach in Amsterdam.
Der Vorgänger der Zeitschrift erschien 1921 als Physica, Nederlands Tijdschrift voor Natuurkunde (Niederländische Zeitschrift für Naturkunde), gegründet von Adriaan Fokker, Balthasar van der Pol und Ekko Oosterhuis. Viele der Artikel erschienen in Niederländisch. 1934 wurde der Physik-Teil abgespalten. Gleichzeitig war diese Abspaltung eine Fortsetzung des Archives néerlandaises des sciences exactes et naturelles. Série 3A, Sciences exactes der niederländischen Gesellschaft der Wissenschaften (Hollandse Maatschappij der Wetenschappen). Einer der Gründe für die Abspaltung war, dass viele niederländische Physiker jüdischer Abstammung nach der Machtergreifung der Nationalsozialisten in Deutschland nicht mehr in der Zeitschrift für Physik publizieren konnten. Der populärwissenschaftliche Teil erschien weiter als Nederlands Tijdschrift voor Natuurkunde, ab 1939 das offizielle Organ der Nederlandse Natuurkundige Vereniging. Herausgeber von Physica war der Verlag North-Holland, der 1970 von Elsevier übernommen wurde.
1975 spaltete sie sich in drei Einzelzeitschriften auf:
- Physica A: ursprünglich Statistische und Theoretische Physik, heute Statistische Mechanik und Anwendungen (Statistical Mechanics and its Applications)
- Physica B (Physics of Condensed Matter, Festkörperphysik)
- Physica C (Superconductivity and its Applications, Supraleitung)

Ursprünglich war die Reihe B der Festkörperphysik und der Physik tiefer Temperaturen gewidmet und die Reihe C der Atom- und Molekülphysik, Plasmaphysik und Optik. Bis 1988 erschienen auch Physica B und C in einem Heft. In diesem Jahr, das durch die Entdeckung der Hochtemperatursupraleitung gekennzeichnet war, wurde Heft C abgespalten und ganz der Supraleitung gewidmet.
Hinzu kamen ab 1980 Physica D (Nonlinear Phenomena, Nichtlineare Phänomene) und 1998 Physica E (Low Dimensional Systems and Nanostructure, Niedrigdimensionale Systeme und Nanostrukturen).
Der Abstand, in dem die einzelnen Hefte erscheinen, ist unterschiedlich und reicht von mehrmals pro Monat bis monatlich: Physica A und D vierundzwanzigmal im Jahr, Physica B zwölfmal, Physica C zwei- bis dreimal im Monat, Physica E zehnmal im Jahr.